# Andratx
Andratx település Spanyolországban, a Baleár-szigeteken. Andratx Calvià és Estellencs községekkel határos. Lakosainak száma 12 062 fő (2024).

## Népesség
A település népessége az elmúlt években az alábbi módon változott:
| Lakosok száma | 9034 | 9404 | 10 410 | 11 685 | 11 919 | 10 806 | 10 873 | 11 271 | 11 571 | 12 062 |
|               | 2001 | 2004 | 2006   | 2009   | 2011   | 2014   | 2016   | 2019   | 2021   | 2024   |